# ماکس وبر
ماکس وِبِر (به آلمانی: Maximilian Karl Emil Weber)، ماکسیمیلیان کارل امیل وبر (‎/ˈveɪbər/‎;؛ آلمانی: [ˈve:bɐ]؛ (۲۱ آوریل ۱۸۶۴–۱۴ ژوئن ۱۹۲۰) جامعه‌شناس، تاریخدان، حقوقدان و استاد اقتصاد سیاسی آلمانی بود که به عنوان یکی از اثرگذارترین نظریه‌پردازان توسعه مدرن جهان غرب شناخته می‌شود. ایده‌هایش به‌طور عمیق بر نظریه اجتماعی و پژوهش اجتماعی تأثیر گذاشت. وبر با وجود اینکه در کنار آگوست کنت، کارل مارکس و امیل دورکیم به عنوان یکی از پدران جامعه‌شناسی شناخته می‌شد ولی او خود را نه جامعه‌شناس بلکه بیشتر تاریخ‌نگار می‌دانست.
ماکس وبر جامعه شناس روشنگر آلمانی ، بیشتر آثار خود را در اواخر قرن نوزدهم میلادی منتشر کرد ، با وجود این تا سال ۱۹۲۰ که آثارش به زبانهای دیگر ترجمه شد ، ناشناخته ماند . نظریه های وبر عمدتا حالتی توصیفی داشت ؛ شاید به همین دلیل تفاوت های زیادی میان پیشنهادهای وی و توصیه های عمل گرای فایول و تیلور ملاحظه می شود . افکار ونظریه های وبر ، تاثیر عمده ای بر رشته های مدیریت و جامعه شناسی سازمانها داشت . این افکار تا حدودی در واکنش نسبت به تلقی او از کاستیهای سازمانهای عصرخودش ، شکل گرفت. دولت وقت آلمان ، موضوع ویژه مورد مطالعه وبر بود . وی بر این باور بود که افراد به دلیل موقعیت اجتماعی خاص و وجهه و اعتبارشان اقتدار می یابند و در منصب های اصلی و مهم ساختار اجتماعی آلمان قرار می‌ گیرند ، نه به دلیل تواناییها و شایستگیهایشان ؛ به همین دلیل او مدعی بود که سازمانها با همه ی ظرفیت و توان خود کار نمی کنند ؛ بنابراین باید شکل جدیدی از سازمان را طراحی کرد که به حل این مسئله کمک کند(هندرسون ، پارسونز ، ۱۹۴۷ ، ص ۳۳۶).
یکی از میراث‌های فلسفی ماکس وبر، تفکیک حوزه‌های ارزش، خرد و واقعیت بود. وبر باورمند بود این قلمروها جدا و پیوند ناپذیرند و علم نمی‌تواند به ارزش‌ها اعتبار ببخشد و انسان در جهانی بی‌معنا، معنای خاص خود را می‌آفریند. این دیدگاه پایانی بر دیدگاه فلسفه یونانی-متافیزیکی بود که ساختار ذهن انسان را با ساختار قلمروهای طبیعی و اخلاقی مطابق می‌دانست. بر مبنای تفکر یونانی-متافیزیکی (که مبانی جهان‌بینی ادیان مختلف را هم تشکیل داده است)، با روش تفکر قیاسی می‌توان به نتایج و دیدگاه‌هایی دست یافت که لزوماً بر طبیعت و اخلاق منطبق است. باید توجه کرد که این دیدگاه در عصر پسا روشنگری نیز تا حدودی حاکم بود و تصور می‌شد با درک و تفسیر طبیعت و تعمیم دیدگاه‌ها، می‌توان به نظریه جامع و عام و غایت‌گرانه در مورد ارزش‌ها، طبیعت و خرد دست یافت.
برخلاف امیل دورکیم، وبر به تبیین‌های  تک‌علتی باور نداشت و باورمند بود هر پدیده‌ای می‌تواند دلایل متعددی داشته باشد. همچنین برخلاف دورکیم، وبر یکی از حامیان کلیدی روش‌شناختی ضد اثبات‌گرایی بود و برای مطالعه کنش اجتماعی (بجای صرفاً تجربه‌گرایی) بر شیوه تفهمی تأکید داشت. روش‌هایی مبتنی بر درک هدف و معنایی که افراد به کنش‌های خود متصل می‌کنند. دغدغه فکری اصلی وبر درک فرآیندهای عقلانیت، سکولارسازی و معنای متعاقب آن افسون‌زدایی بود. او در رساله‌اش استدلال کرد چنین فرآیندهایی ناشی از شیوه جدیدی از تفکر در مورد جهان است. و با پیدایش سرمایه‌داری و مدرنیته همراه هستند.
وبر بیشتر برای رساله دیگرش شناخته شده است که ترکیبی از جامعه‌شناسی اقتصادی و جامعه‌شناسی دین بود: تأکید بر اهمیت تأثیر ویژگی‌های فرهنگی نهفته در دین به عنوان ابزاری برای درک پیدایش نظام سرمایه‌داری (برخلاف ماتریالیسم تاریخی کارل مارکس). وبر ابتدا نظریه خود را در کتاب مهمش، اخلاق پروتستانی و روح سرمایه‌داری (۱۹۰۵) توضیح داد جایی که او ریاضت‌طلبی پروتستانتیسم را به عنوان یکی از مهم‌ترین «خویشاوندی‌های اختیاری» نسبت داد که منجر به پیدایش بازار محور سرمایه‌داری و اقتدار عقلانی - قانونی دولت - ملت در جهان غرب گردید.وبر با استدلال تقویت سرمایه‌داری به عنوان یک اصل اساسی پروتستانیسم، مدعی شد روح سرمایه‌داری در ارزش‌های مذهبی پروتستان ذاتی است. «اخلاق پروتستانی» اولین بخش پژوهش‌های گستردهٔ وبر در مورد ادیان جهانی است. همان‌طور که بعدها مذاهب چین و هند و همچنین یهودیت باستان را با توجه به پیامدهای اقتصادی متفاوت و شرایط قشربندی اجتماعی بررسی کرد. وبر در کتاب مهم دیگرش، سیاست به مثابه حرفه، دولت را به عنوان نهادی تعریف کرد که با موفقیت مدعی «انحصار استفاده مشروع از نیروی فیزیکی در یک قلمرو معین است». او همچنین اولین کسی بود که اقتدار سه‌گانه اجتماعی را به اشکال متمایز تحلیل کرد: اقتدار کاریزماتیک، اقتدار سنتی و اقتدار عقلانی - قانونی. در این دسته‌بندی، وبر در تحلیل بوروکراسی تأکید کرد که نهادهای دولتی مدرن به‌طور فزاینده‌ای بر پایه نوع دوم (اقتدار عقلانی- قانونی) استوار هستند. وبر در نظریه، روش‌شناسی و تاریخ اقتصادی مشارکت‌های متنوع دیگری داشت. تحلیل او از مدرنیته و عقلانیت به‌طور چشمگیری بر نظریه انتقادی مرتبط با مکتب فرانکفورت تأثیر گذاشت.
پس از جنگ جهانی اول، وبر از بنیان‌گذاران حزب دموکرات آلمان شد که گرایش لیبرالی داشت. او همچنین برای نمایندگی مجلس نامزد شد که موفقیت‌آمیز نبود ولی مشاور کمیته‌ای شد که به شیوه دموکراتیک، پیش‌نویس قانون اساسی وایمار را در سال ۱۹۱۹ تهیه کرد. وبر سال ۱۹۱۸ به آنفلوانزای اسپانیایی مبتلا شد و در ۵۶ سالگی در ۱۹۲۰ بر اثر سینه‌پهلو درگذشت.

## زندگی شخصی

### اوایل زندگی و پیشینه

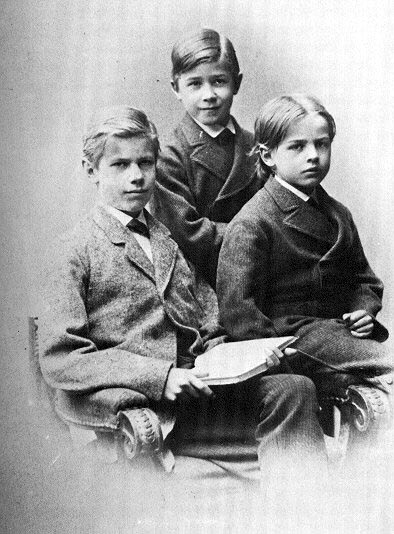
ماکس وبر (سمت چپ) و برادرانش، آلفرد (وسط) و کارل، در سال ۱۸۷۹

ماکسیمیلیان کارل امیل وبر در ۲۱ آوریل ۱۸۶۴ در ارفورت، استان ساکسونی، پروس زاده شد. خانواده او در سال ۱۸۶۹ به برلین مهاجرت کردند. او بزرگ‌ترین فرزند از هشت فرزند ماکس وبر پدر و همسرش هلن فالن‌اشتاین بود. وبر پدر در طول زندگی خود به عنوان وکیل، کارمند دولت و نماینده مجلس برای حزب لیبرال ملی در لندتاگ پروس و رایشستاگ آلمان مشغول به کار بود. فالن‌اشتاین تا حدی از مهاجران فرانسوی اگنو است. و از یک پیشینه ثروتمند آمد. با گذشت زمان، وبر جونیور تحت تأثیر تنش‌های زناشویی و شخصیتی بین پدرش قرار گرفت، «مردی که از لذت‌های زمینی ضمن نادیده گرفتن اهداف مذهبی و بشردوستانه، لذت می‌برد.» ولی مادرش، یک مؤمن کالونیست و دنبال یک زندگی زاهدانه و دارای ایده‌های مطلق‌گرایانه اخلاقی بود.
وبر جوان و برادرش آلفرد که او نیز جامعه‌شناس و اقتصاددان بود در این فضای روشنفکری رشد کردند. وبر در سال ۱۸۷۶ در حالی که تنها ۱۳ سال داشت نوشته‌ای تاریخی تحت عنوان کریسمس شامل دو مقاله «دربارهٔ مسیر تاریخی آلمان با ارجاع ویژه به موقعیت‌های امپراتور و پاپ» و «دربارهٔ دوران امپراتوری روم از کنستانتین تا مهاجرت ملت‌ها» را به پدر و مادرش تقدیم کرد. او در ۱۴ سالگی نامه‌هایی نوشت که به هومر، ویرژیل، سیسرو و لیوی ارجاع داده شده بود و دارای اطلاعات گسترده‌ای در مورد گوته، اسپینوزا، کانت و شوپنهاور بود. وبر پیش از اینکه مشغول تحصیل در دانشگاه شود به نظر می‌رسید در جستجوی مطالعات پیشرفته‌ای در علوم اجتماعی است.
در سال ۱۸۸۲ وبر به عنوان دانشجوی حقوق در دانشگاه هایدلبرگ ثبت‌نام کرد. در همین سال به «انجمن دوئلینگ» (مبارزه مسلحانه دو نفره و رسمی) پدرش پیوست و حوزه کاری پدرش را در حقوق مورد مطالعه قرار داد. او در کنار تحصیل رشته حقوق به نگارش مقاله در مورد اقتصاد و تاریخ قرون وسطی و دین‌شناسی پرداخت. او همچنین به صورت متناوب در ارتش آلمان در استراسبورگ خدمت می‌کرد. در پاییز ۱۸۸۴ به خانه پدری بازگشت تا در دانشگاه برلین به تحصیل بپردازد. در هشت سال بعدی عمرش، او تنها یک ترم در دانشگاه گوتینگن و دوره کوتاهی را در آموزش نظامی در ارتش گذراند. در ۱۸۸۹ ماکس وبر رساله دکترای حقوق‌اش را در مورد تاریخ سازمان‌های بازرگانی در سده‌های میانه ۱۹۷۷ در برلین ارائه داد. دو سال بعد کارش تحت عنوان «آمادگی به اقرار به گناه، تاریخ کشاورزی روم و اهمیتش برای حقوق عمومی و خصوصی» کامل کرد، از این تاریخ به بعد او آماده می‌شود تا به تدریس در دانشگاه بپردازد.
در۱۹۰۴ به ایالات متحده برای شرکت در همایش علوم اجتماعی در سنت لوئیس مسافرت کرد. زندگی در قاره جدید تأثیری شگرف بر وبر می‌نهد. در سنت لوئیس وبر کنفرانسی دربارهٔ سرمایه‌داری و جامعه روستایی در آلمان می‌دهد. در همین سال وبر بخش نخست اخلاق پروتستانی و روح سرمایه‌داری و نیز مقاله دربارهٔ «عینیت شناخت در علوم و سیاست اجتماعی» را منتشر می‌کند.
در ۱۹۰۸ وبر به روان‌شناسی اجتماعی صنعت توجه پیدا می‌کند و دو مقاله در همین زمینه منتشر می‌کند. در سالن هیدلبرگ بیشتر دانشمندان آلمان معاصر خود را مانند ویندلباند، یلی نک، ترولچ، نومان، زمبارت، زیمل، میخلز، تونیس، پذیرا می‌شود و دانشگاهیان جوانی چون گئورگ لوکاچ. لوئن اشتاین را راهنمایی می‌کند. وی همچنین به سازمان دادن انجمن آلمانی جامعه‌شناسی می‌پردازد و دست به انتشار مجموعه‌ای از آثار علوم اجتماعی می‌زند.
وبر سال‌های اولیه قرن بیستم را صرف یک سری بحث‌های روش‌شناختی در سنت نئوکانتی کرد. وبر همراه با معاصران خود ویلهلم دیلتای و هاینریش ریکرت، به دنبال ایجاد یک علم اجتماعی معتبر بود که دارای یک روش مناسب‌تر برای مطالعه جهان اجتماعی نسبت به مدل‌های اثبات‌گرای ارائه‌شده توسط علوم طبیعی باشد. وبر اذعان داشت که عوامل اقتصادی می‌توانند بر چگونگی تعریف مردم از خودشان و دنیای آن‌ها تأثیر بگذارند. با این حال، او یک مثال علی ذهنی جایگزین را با نشان دادن این که طرح تفسیری یک گروه می‌تواند بر واقعیت مادی نیز تأثیر بگذارد، ارائه کرد. وبر برعکس ماتریالیسم تاریخی کارل مارکس، معتقد بود که تفسیر و اجرای ایده‌ها و ارزش‌های جامعه‌ای (به عنوان مثال، Weltanschauung) می‌تواند تأثیر چشمگیری بر تغییر اقتصادی و اجتماعی داشته باشد.

### تحصیلات
در سال ۱۸۸۲، وبر به عنوان دانشجوی حقوق در دانشگاه هایدلبرگ ثبت نام کرد. یک سال پس از  انتقال به دانشگاه برلین به خدمت سربازی رفت. وبر پس از چند سال اول دانشجویی، که در طی آن زمان زیادی را صرف «نوشیدن آبجو و شمشیربازی کرد»، به‌طور فزاینده‌ای در بحث‌های خانوادگی طرف مادرش را گرفت و از پدرش دور شد. همزمان با تحصیل به عنوان وکیل پایه یک دادگستری مشغول به کار شد. در سال ۱۸۸۶، وبر در امتحان تأیید و امضا، قابل مقایسه با کانون وکلای دادگستری آزمون در نظام‌های حقوقی بریتانیا و ایالات متحده است. در اواخر دهه ۱۸۸۰، وبر مطالعات خود را در زمینه حقوق و تاریخ ادامه داد. دکترای حقوق خود را در سال ۱۸۸۹ با نگارش رساله در مورد تاریخ حقوقی با عنوان «تاریخ مشارکت‌های تجاری در قرون وسطی» دریافت کرد. این اثر به عنوان بخشی از یک اثر طولانی‌تر، «در تاریخ شرکت‌های تجاری در قرون وسطی، بر اساس منابع جنوب اروپا» استفاده می‌شود که در همان سال منتشر شد.: ix  دو سال بعد، وبر با آگوست میزن کار خود را به پایان رساند توانبخشی، «تاریخ کشاورزی روم و اهمیت آن برای حقوق عمومی و خصوصی». بدین ترتیب به یک مدرس خصوصی تبدیل شد و به هیئت علمی دانشگاه برلین پیوست و به سخنرانی و مشاوره برای دولت پرداخت.

### ازدواج

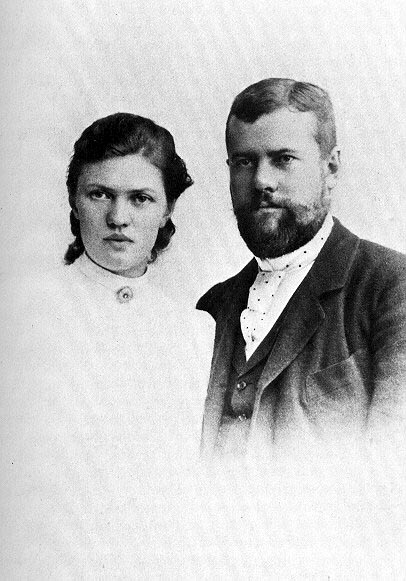
ماکس وبر و همسرش ماریان (۱۸۹۴)

در سال ۱۸۹۳، وبر با دخترعموی دور خود  ماریان اشنیتگر ازدواج کرد که بعدها فعال فمینیست و نویسنده شد. وی پس از مرگ همسرش، در گردآوری مقالاتِ وبر در مجلات و انتشار آنها به عنوان کتاب نقش بسزایی داشت، در حالی که زندگینامه او منبع مهمی برای درک زندگی وبر است.
آنها فرزندی نداشتند. این ازدواج استقلال مالی مورد انتظار را به وبر اعطا کرد و به او اجازه داد تا سرانجام خانواده والدینش را ترک کند.

## شغل و زندگی

### نگرانی‌های سلامت روان
در سال ۱۸۹۷،shamshiresHekard وبر پدر دو ماه پس از نزاع شدید با پسرش در حالی درگذشت که هرگز درگیریشان حل نشد. پس از این، وبر به‌طور فزاینده‌ای افسرده، عصبی و بی‌خواب شد تا حدی که انجام وظایف استادی را برای او دشوار کرد. این شرایط، او را مجبور به کاهش ساعات تدریس کرد و در نهایت در پاییز ۱۸۹۹ دوره خود را ناتمام رها کرد. وبر و همسرش پس از گذراندن تابستان و پاییز ۱۹۰۰ در یک آسایشگاه، در پایان سال به ایتالیا رفتند و تا آوریل ۱۹۰۲ به هایدلبرگ بازنگشتند. او دوباره در سال ۱۹۰۳ از تدریس کناره گرفت و تا سال ۱۹۱۹ بازنگشت. مصیبت وبر با بیماری روانی با دقت در یک گاه‌شماری شخصی شرح داده شد ولی توسط همسرش نابود شد. ظاهراً این وقایع‌نگاری نابود شد زیرا ماریان وبر می‌ترسید اگر آوازه بیماری روانی وبر به‌طور گسترده پخش شود، وبر توسط نازی‌ها بیکار شود.

### دخالت‌های سیاسی

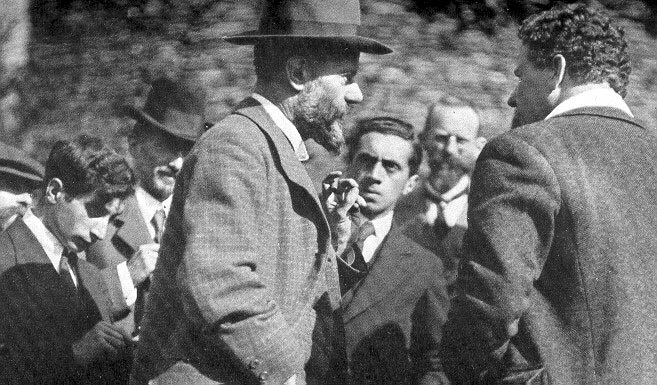
ماکس وبر (وسط، رو به راست) در سال ۱۹۱۷ با ارنست تولر (دوربین وسط، روبرو)

در سال ۱۹۱۲، وبر تلاش کرد تا یک حزب سیاسی با گرایش به جناح چپ را با ترکیب سوسیال دمکرات و لیبرال‌ها سازماندهی کند. این تلاش ناموفق بود زیرا بسیاری از لیبرال‌ها از آرمان‌های انقلابی سوسیال دمکراتیک می‌ترسیدند.

#### جنگ جهانی اول
در آغاز جنگ جهانی اول، وبر، ۵۰ ساله، داوطلب خدمت شد و به عنوان افسر ذخیره مسئول سازماندهی بیمارستان‌های ارتش در هایدلبرگ منصوب شد، نقشی که او تا پایان سال ۱۹۱۵ ایفا کرد. دیدگاه وبر در مورد جنگ و گسترش مستعمرات امپراتوری آلمان در جریان درگیری تغییر کرد. در اوایل، او از لفاظی ملی‌گرایانه و تلاش جنگی، هرچند با تردید، جنگ را به عنوان یک ضرورت برای انجام وظیفه آلمان به عنوان یک قدرت دولتی پیشرو در نظر می‌گرفت. با این حال، با گذشت زمان، وبر به یکی از برجسته‌ترین منتقدان آلمانی توسعه‌طلبی و سیاست‌های جنگی قیصر تبدیل شد. وبر علناً به سیاست الحاق بلژیک و جنگ بدون محدودیت زیردریایی حمله کرد و سپس از درخواست اصلاح قانون اساسی، دموکراسی‌سازی و حق رای جهانی پشتیبانی کرد.

### سال‌های گذشته

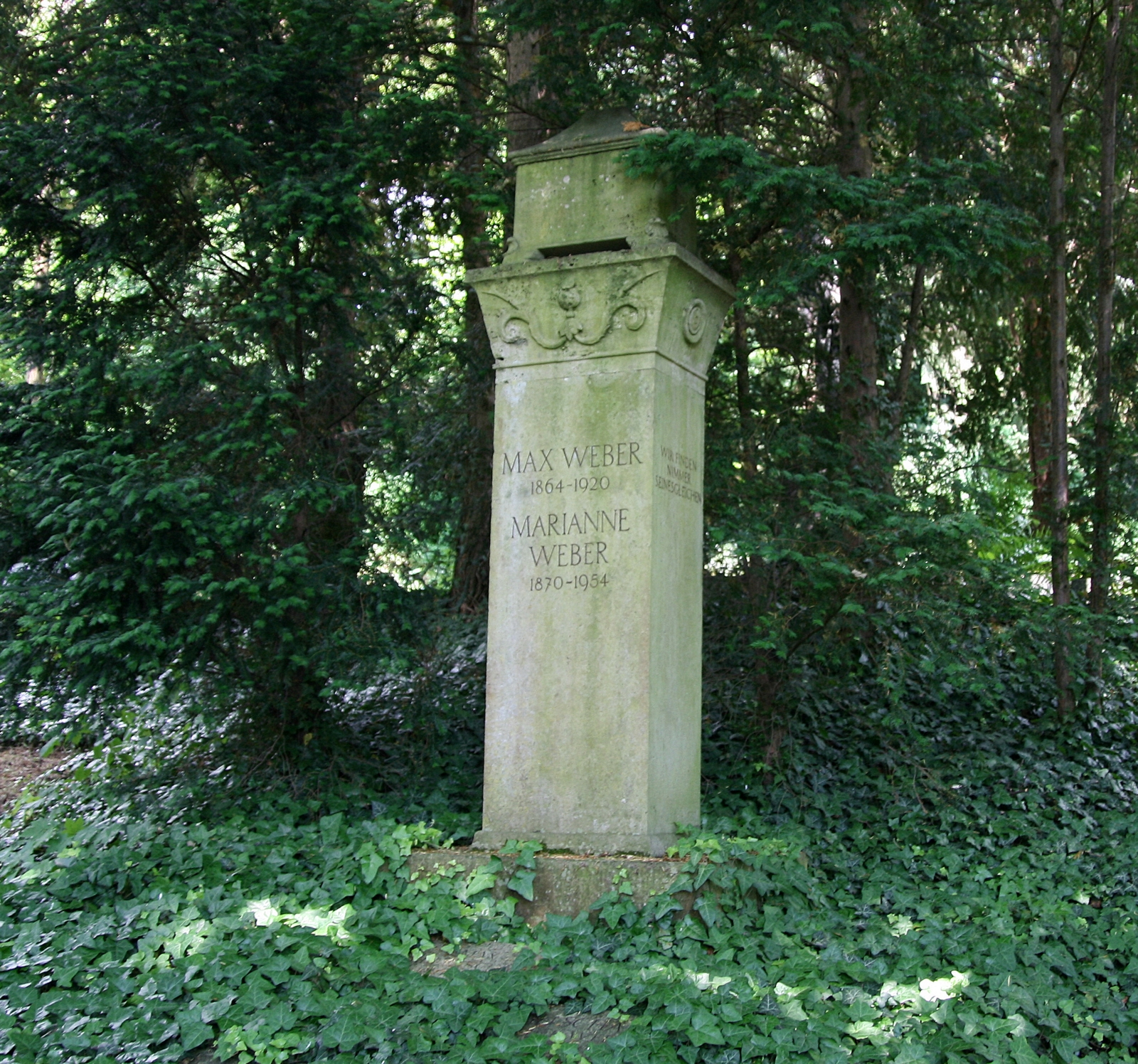
قبر وبر در هایدلبرگ

وبر که از سیاست ناامید شده بود، در این مدت، نخست در دانشگاه وین و از سال ۱۹۱۹ در دانشگاه مونیخ تدریس را از سر گرفت. سخنرانی‌های او از آن دوره در آثار مهمی مانند تاریخ اقتصادی عمومی، علم به عنوان یک زیست‌پیشه، و سیاست به مثابه حرفه منتشر شد. او در مونیخ ریاست اولین مؤسسه جامعه‌شناسی دانشگاهی آلمان را بر عهده داشت ولی هرگز در این رشته سمت استادی نداشت. بسیاری از همکاران و دانشجویانش در مونیخ به واکنش او به انقلاب آلمان حمله کردند در حالی که برخی از دانشجویان جناح راست در جلو خانه او تظاهرات کردند.
در ۱۴ ژوئن ۱۹۲۰، ماکس وبر به آنفلوانزای اسپانیایی مبتلا شد و بر اثر پنومونی در مونیخ درگذشت. وبر در زمان مرگش، نوشتن نظریه جامعه‌شناسی: اقتصاد و جامعه را تمام نکرده بود. بیوه او، ماریان وبر، به آماده‌سازی آن برای انتشار در سال‌های ۱۹۲۱–۱۹۲۲ کمک کرد.

## نظریه
تیلور و فایول به طور عمده به مسائل علمی مدیریت و کارآیی در کسب اهداف توجه داشتند ؛ در حالی که توجه ماکس وبر به این مسئله اساسی تر معطوف بود که چگونه می توان ساختار سازمانها را به طور مناسبی طراحی کرد .ماکس وبر جامعه‌شناسی را علم فراگیر کنش اجتماعی می‌دانست. او به خاطر تأکید تحلیلی بر کنشگران فردی، از بسیاری از پیشینیانش مانند هربرت اسپنسر، گئورگ زیمل، کارل مارکس متفاوت بود، زیرا تحلیل جامعه‌شناختی آنها بیشتر بر شکل‌های ساختاری - اجتماعی مبتنی بود. در واقع تأکید اصلی وبر متوجه معانی ذهنی‌ای است که کنش‌گران به کنش‌های خود نسبت می‌دهند و جهت‌گیری‌های متقابل این کنش‌ها را در چارچوب زمینه‌های تاریخی - اجتماعی مورد بررسی قرار می‌دهد.نظریه های وبر عمدتا حالتی توصیفی داشت .

### مدل بوروکراسی (الگوی عقلانی-قانونی)
نظریه بوروکراسی ماکس وبر، که به عنوان مدل «عقلانی-قانونی» نیز شناخته می‌شود، تلاش می‌کند تا بوروکراسی را از دیدگاه عقلانی توضیح دهد.
اولاً، وبر استدلال می‌کند که بوروکراسی بر اساس اصل کلی صلاحیت‌های کاملاً مشخص و سازماندهی شده دفاتر مختلف است که بر اساس قوانین، قوانین یا مقررات اداری استوار است.: 76 
وبر به‌طور خاص به چند جنبه اشاره می‌کند که عبارت اند از: ۱. جوهر مدیریت بوروکراتیک در بخش عمومی و ماهیت مدیریت بوروکراتیک در بخش خصوصی:: 76–77 ۱. یک تقسیم کار سخت ایجاد شده است که وظایف منظم سیستم بوروکراتیک خاص را به وضوح مشخص می‌کند.
1. مقررات زنجیره‌های فرماندهی مستحکم، وظایف و ظرفیت وادار کردن دیگران به رعایت آنها را توصیف می‌کند.
2. استخدام افراد با صلاحیت‌های خاص و گواهی شده، از اجرای منظم و مستمر وظایف سپرده‌شده حمایت می‌کند.

در عمق تفکر وبر ، مفهوم بوروکراسی قرار دارد ؛ یعنی شکل سازمانی مطلوبی که به طور منطقی طراحی گردد ، بسیار کارا باشد ، از اصول منطق و نظم پیروی کند ، و بر مبنای اختیار مشروع بنا نهاده شود ، از جمله ویژگی های خاص بوروکراسی وبر می توان به موارد زیر اشاره کرد :
۱- تقسیم کار روشن : مشاغل به‌خوبی تعریف می شوند و کارکنان در انجام آنها بسیار مهارت می یابند.
۲-سلسه مراتب اختیارات روشن: اختیار و مسئولیت برای هرمنصب به‌خوبی تعریف می شود و هرمقامی به مقام بالاتر از خود ، گزارش می دهد .
۳-قواعد و رویه های رسمی: دستورالعمل های مکتوب ، رفتار و تصمیمها را هدایت می کند و سوابق پرونده ها به طور مکتوب نگهداری می گردد.
۴-برخورد غیرشخصی : قواعد و رویه ها به طور یکسان و بدون استثناء در مورد همه رعایت می شود و با هیچ کس برخورد ویژه صورت نمی پذیرد .
۵-مسیر ترقی مبتنی بر شایستگی: انتخاب و ارتقاء کارکنان بر مبنای توانایی و عملکرد آنان صورت می پذیرد .
وبر بوروکراسی را از طریق ۹ ویژگی اصلی توضیح می‌دهد:
1. نقش‌های تخصصی
2. استخدام بر اساس شایستگی (به عنوان مثال از طریق رقابت آزاد آزمایش‌شده)
3. اصول یکسان استقرار، ارتقاء و انتقال در یک نظام اداری
4. شغلی با ساختار حقوق و دستمزد نظام‌مند
5. سلسله مراتب، مسئولیت و پاسخگویی
6. رفتار رسمی بر اساس قوانین سختگیرانه انضباط و کنترل
7. برتری قواعد انتزاعی
8. اقتدار غیرشخصی (مثلاً صاحب دفتر، بعد از کنار رفتن از شغل، ابزارهای دفترش را با خود نمی‌برد)
9. بی‌طرفی سیاسی

وبر بر این باور بود که سازمان ها در حالت بوروکراسی بهتر عمل می کنند و از منابع نیز به طور کارآ استفاده می شود و عدالت و انصاف در برخورد با کارکنان و ارباب رجوع رعایت می گردد ‌. وبر بر این باور بود که سازمان اداری کاملا بوروکراتیک ، از دید صرفا فنی ، سازمانی است که توان رسیدن به بالاترین سطح کارآیی را دارد و از نظر دقت ، ثبات ، رعایت انضباط ، و قابلیت اعتماد بر هرنوع دیگری از سازمان ، برتری دارد ؛ در واقع بوروکراسی قابلیت پیش بینی رفتار افراد و سازمان را افزایش می دهد و هم از حیث کارآیی زیاد و هم از حیث قلمرو عملیات بر انواع دیگر سازمان برتری دارد و به طور رسمی ، برای انجام هرگونه کار اداری قابل استفاده است(هندرسون و پارسون ، ۱۹۴۷ ، ص۳۳۷)

#### مزایایبوروکراسی
همان‌طور که وبر اشاره کرد، بوروکراسی واقعی نسبت به مدل آرمانی آن کمتر بهینه و مؤثر است. هر یک از اصول وبر می‌تواند دچار انحطاط شود، به ویژه زمانی که برای تجزیه و تحلیل سطوح فردی در یک سازمان استفاده شود. با این حال، هنگامی که در یک محیط گروهی در یک سازمان اجرا می‌شود، می‌توان به نوعی کارایی و اثربخشی، به ویژه با توجه به خروجی بهتر، دست یافت. این امر به ویژه زمانی صادق است که مدل بوروکراتیک بر صلاحیت (شایستگی)، تخصص در حوزه شغلی (کار)، سلسله مراتب قدرت، قوانین و انضباط تأکید می‌کند.

#### نقاط ضعف بوروکراسی
شایستگی‌ها، کارایی و اثربخشی می‌توانند نامشخص و متناقض باشند، به‌ویژه هنگامی که با موضوعات بسیار ساده‌شده سروکار داریم. در بوروکراسی غیرانسانی – منعطف در توزیع محدوده شغلی، با هر کارگری که از روز اول بدون انجام وظایف چرخشی به دلیل ترس از کاهش بازده، باید تخصص داشته باشد – وظایف اغلب معمولی هستند و می‌توانند کسالت‌آور باشند؛ بنابراین، کارکنان گاهی می‌توانند احساس کنند که بخشی از چشم‌انداز کاری و مأموریت سازمان نیستند. در نتیجه، آنها در دراز مدت هیچ احساس تعلق ندارند. علاوه بر این، این نوع سازمان تمایل به استثمار و دست کم گرفتن پتانسیل کارکنان دارد، زیرا خلاقیت کارگران به نفع رعایت دقیق قوانین، مقررات و رویه‌ها کنار گذاشته می‌شود.

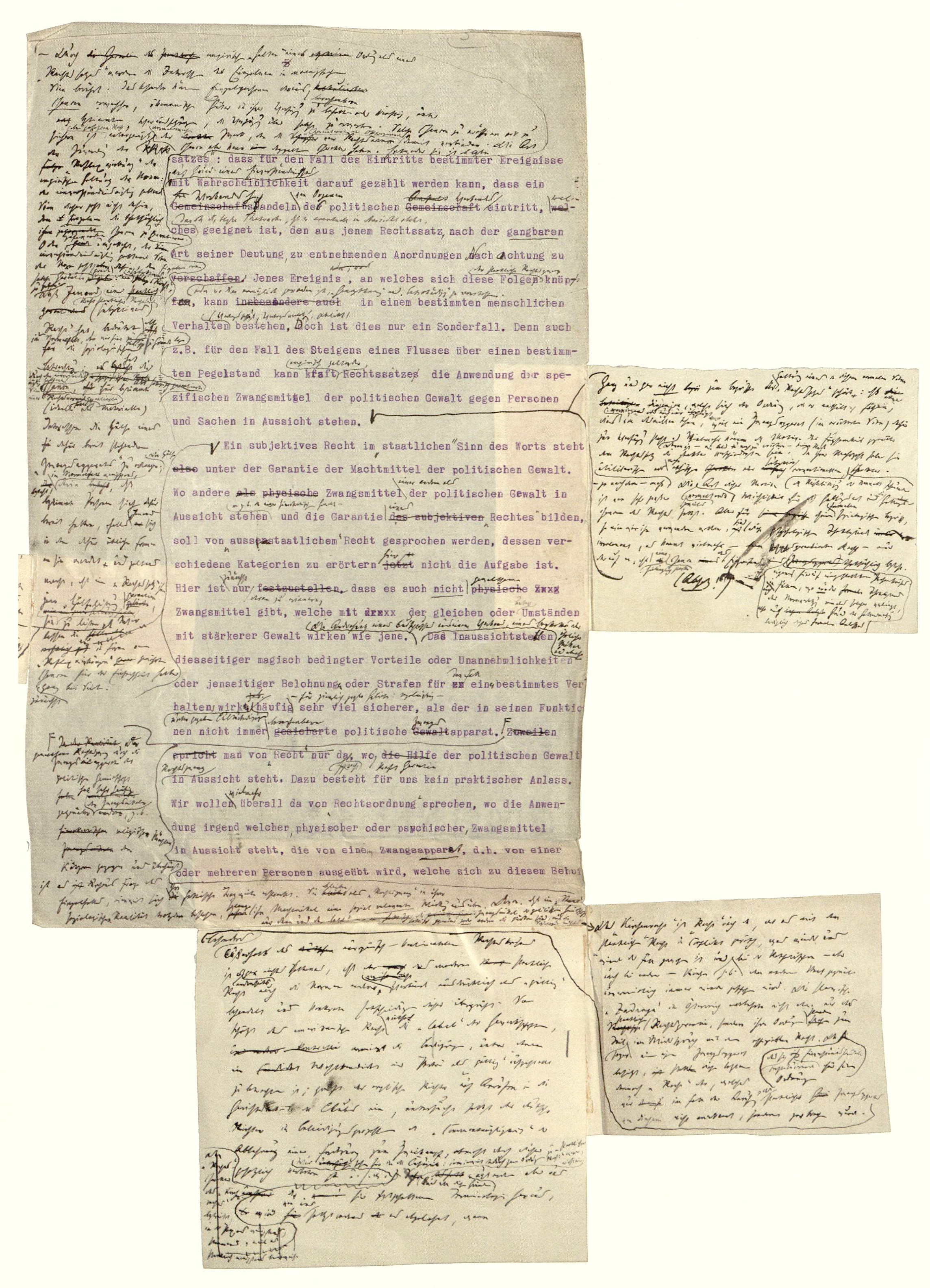
صفحه‌ای از تایپ اسکریپت جامعه‌شناسی حقوق در اقتصاد و جامعه

### جامعه‌شناسی دین
کار وبر در زمینه جامعه‌شناسی دین با مقاله «اخلاق پروتستانی و روح سرمایه‌داری» آغاز شد و با تحلیل‌های او در مذهب چین، مذهب هند، و یهودیت باستان ادامه یافت.
با این حال، کار او روی ادیان دیگر با مرگ ناگهانی او در سال ۱۹۲۰ متوقف شد، که او را از مقایسه یهودیت باستان با مطالعات مسیحیت اولیه و اسلام بازداشت. سه مضمون اصلی این مقالات عبارت بودند از: تأثیر اندیشه‌های دینی بر فعالیت‌های اقتصادی، رابطه قشربندی اجتماعی با اندیشه‌های دینی، و ویژگی‌های متمایز تمدن غرب.
وبر دین را یکی از نیروهای اصلی جامعه می‌دانست. هدف او یافتن دلایلی برای مسیرهای مختلف توسعه فرهنگ‌های غرب و خاور زمین بود، اگرچه بدون قضاوت یا ارزش‌گذاری، مانند برخی از متفکران معاصر که داروینیسم اجتماعی پارادایم، وبر در درجه اول می‌خواست عناصر متمایز تمدن غربی را توضیح دهد. او باورمند بود که اندیشه‌های دینی کالوینیسم (و به‌طور گسترده‌تر پروتستان) تأثیر عمده‌ای بر نوآوری اجتماعی و توسعه نظام اقتصادی غرب داشتند ولی خاطرنشان کرد که آنها تنها عوامل توسعه این امر نیستند. سایر عوامل چشمگیری که وبر به آنها اشاره کرد عبارتند از خردگرایی پیگیری علمی، ادغام مشاهده با ریاضیات، علم دانش و فقه، نظام‌بندی عقلانی و بوروکراسی کردن اداره دولتی و شرکت‌های اقتصادی. در پایان، به گفته وبر، مطالعه جامعه‌شناسی دین بر یکی از بخش‌های متمایز فرهنگ غربی، کاهش باورها به جادو یا آنچه که او به عنوان «افسون‌زدایی از جهان» می‌نامد.
وبر همچنین یک مدل فرهنگی - اجتماعی را برای تغییر دینی پیشنهاد کرد که نشان داد به‌طور کلی، جوامع از جادو به چندخداپرستی، سپس به همه‌خدایی، تک‌خداپرستی و سرانجام تک‌خداپرستی اخلاقی سیر می‌کنند. به گفته وبر، این تکامل زمانی رخ داد که ثبات اقتصادی فزاینده اجازه حرفه‌ای‌گری و تکامل کشیشی پیچیده‌تر را داد. گروه‌ها، سلسله مراتبی از خدایان توسعه یافت و با متمرکز شدن قدرت در جامعه، مفهوم خدای واحد و جهانی محبوب‌تر و مطلوب‌تر شد.

#### دین چین
همان‌طور که بیان شد، ماکس وبر از جمله جامعه‌شناسانی بود که مطالعات گسترده‌ای بر روی ادیان مختلف در سراسر جهان داشت. از جمله مهم‌ترین مطالعات او دربارهٔ ادیان شرقی می‌توان به مجموعه مطالعات او دربارهٔ ادیان چین و هند اشاره کرد. از آن جا که وبر ادیان را بازیگران مهم در تحولات مختلف زندگی بشری قلمداد می‌کرد، معتقد بود آیین کنفوسیوس تأثیرات بسزایی را در نوع جهان‌بینی و تعامل مردم چین در رابطه با دنیای اطراف و زندگی شخصی آنان داشته است. وی باور داشت ادیان شرقی از جمله آیین کنفوسیوس به سبب ماهیت نظام اعتقادی خود موجب شده‌اند که ارزش‌هایی در زندگی باورمندان به این مسلک‌ها از جمله در مردم چین شکل بگیرد که از گرایش آنان به سبک زندگی غربی و سوق پیدا کردن آنان به سمت توسعهٔ صنعتی (مانند آنچه در غرب تجربه شد) تا حدودی جلوگیری شود. وبر هنگامی که دربارهٔ تأثیر مذهب پروتستان بر شکل‌گیری اندیشه، باور و نظام اجتماعی، سیاسی، اقتصادی و فرهنگی مردمان مغرب زمین صحبت می‌کرد، اشاره داشت که آموزه‌های مذهب پروتستان پیروان این مذهب را به تولید هر چه بیشتر، به کار انداختن بیش از پیش پول و ثروت در جهت ساختن و آباد کردن دنیا برای رضایت خدا سوق داد. او همچنین همواره تأکید می‌کرد که زندگی بشریت به سمت عقلانی‌تر شدن و نظام‌مند شدن سوق پیدا می‌کند و در همین راستا انسان نوین می‌کوشد بر تمام شئون زندگی خود و حتی محیط طبیعی پیرامون خود تسلط پیدا کرده و حتی آن را پیش‌بنیی و به آن شکل که خود تمایل دارد تغییر شکل بدهد.
بنابراین هنگامی که ماهیت فرهنگ جدید غرب (کنترل و غلبه بر محیط طبیعی و محیط زیست) را با ماهیت آیین کنفوسیوس که در آن به هماهنگی و مدارا و سازش هرچه بیشتر با محیط زیست تأکید دارد، با یکدیگر مقایسه می‌نماییم، متوجه می‌شویم در آیین کنفوسیوس رشد و پیشرفت و توسعه دنیای مادی از اهداف این آیین نبوده بلکه مدارا و تعامل با جهان طبیعت به عنوان اصل بنیادین در رسیدن به رستگاری و سعادت بشری مهم شناخته می‌شده است.

#### دین هند
همان‌طور که بیان شد، بخش مهمی از پژوهش‌های ماکس وبر در حوزه دین، مربوط به مطالعات او دربارهٔ ماهیت ادیان شرقی به خصوص ادیان آسیای مرکزی و شرقی می‌باشد. وی به همان شکل که معتقد بود ماهیت نظری ادیان شرقی یکی از عواملی است که توسعه یافتگی صنعتی در معنایی که در اروپا و آمریکای شمالی رخ داد، در آسیای مرکزی و شرقی به وقوع نپیوندد. وبر در تحلیل و تشریح این نگاه خود، به ادیان رایج در هندوستان و به خصوص آیین هندو اشاره می‌کند. او این آیین را یک آیین «آن دنیایی» و «آن جهانی» می‌نامد و بیان می‌کند که یکی از مهم‌ترین و والاترین مفاهیم اعتقادی در این آیین همانا گریز از رنج‌ها، مشتقت‌ها و مصائب جهان مادی و کوشش و تلاش برای رسیدن به دنیای متعال و وجود معنویت می‌باشد.
وبر اعتقاد دارد در آیین هندو آنچه ارزشمند است نه کنترل، تسخیر و چیرگی بر جهان مادی، بلکه پرده افکندن و نقاب درانداختن از ظواهر این دنیا برای رسیدن به حقیقت برتر و دغدغه‌های راستین زندگی انسان‌ها می‌باشد. نوعی نگاه که در آن رهانیده شدن از متعلقات جهان عینی و مادی و سوق پیدا کردن به معنویت این جهان تأکید می‌شود.

#### یهودیت باستان
وبر در کتاب «یهودیت باستان»، چهارمین اثر مهم خود در مورد جامعه‌شناسی دین، تلاش کرد تا عواملی را توضیح دهد که منجر به تفاوت‌های اولیه بین مذهب غرب با خاورزمین شد. او ریاضت‌طلبی درونی توسعه‌یافته توسط مسیحیت غربی را با تفکر نبوت از نوع توسعه‌یافته در هند مقایسه کرد. وبر خاطرنشان کرد که برخی از جنبه‌های مسیحیت به‌جای کناره‌گیری از نقص‌های آن، به دنبال تسخیر و تغییر پیشگویی از جهان بودند.
وبر ادعا کرد یهودیت نه تنها منشأ مسیحیت و اسلام است بلکه برای ظهور دولت مدرن غرب بسیار مهم است. تأثیر یهودیت به اندازه فرهنگ هلنیستی و رومی مهم بود.
مرگ وبر در سال ۱۹۲۰ او را از پیگیری تحلیل برنامه‌ریزی شده خود از مزامیر، سفر ایوب، تلمود یهودیت، مسیحیت اولیه و اسلام بازداشت.

### دولت، سیاست و حکومت
در جامعه‌شناسی سیاسی، یکی از تأثیرگذارترین مشارکت‌های وبر، مقالهٔ او به نام سیاست به مثابه حرفه است که در آن او دولت را به عنوان موجودی تعریف می‌کند که دارای انحصار «استفاده مشروع از نیروی فیزیکی» است.
بر این اساس، وبر پیشنهاد کرد که سیاست به اشتراک گذاری قدرت دولتی بین گروه‌های مختلف است، در حالی که رهبران سیاسی کسانی هستند که این قدرت را در دست دارند. به این ترتیب، از نظر وبر، یک سیاستمدار نباید مردی با «اخلاق واقعی مسیحی» (یعنی اخلاق موعظه سر کوه) باشد، از این نظر که نمی‌توان فرمان «برگرداندن دیگری» را داشت. گونه. پیرو چنین اخلاقی باید به عنوان یک قدیس درک شود، زیرا به گفته وبر، تنها قدیسان هستند که می‌توانند به درستی از آن پیروی کنند. قلمرو سیاسی قلمرو قدیسان نیست. یک سیاستمدار باید با اخلاق نگرش و اخلاق مسئولیت‌پذیری (اخلاق مسئولیت و اخلاق نگرش) ازدواج کند. و باید هم به حرفه خود اشتیاق داشته باشد و هم توانایی فاصله گرفتن از موضوع تلاش خود (حکومت شوندگان) را دارا باشد.
وبر سه سنخ آرمانی رهبری سیاسی (مشهور به سه نوع سلطه، مشروعیت یا اقتدار) را متمایز کرد:
1. اقتدار کاریزماتیک (خانوادگی و مذهبی)؛
2. اقتدار سنتی (پدرسالارها، پتریمونیالیسم، فئودالیسم)؛ دیگر
3. اقتدار عقلانی - قانونی (قانون و دولت مدرن، بوروکراسی).[۶۶]

به نظر او، هر رابطه تاریخی بین حاکمان و حاکمان حاوی چنین عناصری است که می‌توان آنها را بر اساس اقتدار سه‌گانه تحلیل کرد. وبر خاطرنشان می‌کند بی‌ثباتی اقتدار کاریزماتیک، آن را مجبور می‌کند تا روتینی را به شکل ساختارمندی از اقتدار تبدیل کند. در نوع ناب حکومت سنتی، مقاومت کافی در برابر حاکم می‌تواند منجر به «انقلاب سنتی» شود. حرکت به سوی ساختار اقتدار عقلانی - قانونی، با استفاده از ساختار بوروکراتیک، در نهایت اجتناب‌ناپذیر است. بنابراین، گاهی می‌توان این نظریه را به عنوان بخشی از نظریه تکامل اجتماعی-فرهنگی در نظر گرفت. این امر به مفهوم گسترده‌تر او از عقلانیت از طریق پیشنهاد اجتناب‌ناپذیر حرکت در این جهت مرتبط است.
اداره بوروکراتیک به معنای تسلط اساسی از طریق دانش است.— ماکس وبر
وبر در شاهکار خود اقتصاد و جامعه (۱۹۲۲) بسیاری از انواع آرمانی مدیریت دولتی و دولت را توصیف کرد. مطالعه انتقادی او دربارهٔ بوروکراسی شدن جامعه یکی از ماندگارترین بخش‌های کار او شد. این وبر بود که مطالعات بوروکراسی را آغاز کرد و کارهایش منجر به رایج شدن این اصطلاح شد. بسیاری از جنبه‌های اداره امور عمومی مدرن به او برمی‌گردد و خدمات مدنی کلاسیک و سازمان‌یافته از نوع قاره‌ای «خدمات مدنی وبری» نامیده می‌شود. بوروکراسی برای وبر به عنوان کارآمدترین و منطقی‌ترین راه سازمان‌دهی، بخش کلیدی اقتدار عقلانی- قانونی بود و علاوه بر این، او آن را فرایند کلیدی در عقلانیت مستمر جامعه غربی می‌دانست.
وبر چندین پیش‌شرط برای ظهور بوروکراسی برشمرده است که منجر به نیاز به یک نظام اداری کارآمدتر شد، از جمله:
- رشد فضا و جمعیت تحت مدیریت
- رشد پیچیدگی وظایف اداری در حال انجام و وجود اقتصاد پولی.[۷۴]

توسعه ارتباطات و فن‌آوری‌های حمل‌ونقل، مدیریت کارآمدتر را ممکن کرد (و به‌طور عمومی درخواست شد) و مردم‌سالاری شدن و منطقی‌سازی فرهنگ منجر به خواسته‌هایی شد که نظام جدید با همه به یکسان رفتار کند.

بوروکراسی آرمانی وبر توسط سازمان سلسله مراتبی، با خطوط مشخص اقتدار در یک حوزه فعالیت ثابت، با اقدامات انجام شده (و ثبت شده) بر اساس قوانین مکتوب، با مقامات بوروکراتیک که نیاز به آموزش تخصصی دارند، با قوانینی که به صورت بی‌طرف اجرا می‌شوند و با پیشرفت شغلی بسته به صلاحیت‌های فنی که توسط سازمان‌ها ارزیابی می‌شود، مشخص می‌شود نه توسط افراد.
دلیل تعیین‌کننده پیشرفت سازمان بوروکراتیک همیشه برتری صرفاً فنی آن نسبت به هر شکل دیگری از سازمان بوده است.— ماکس وبر
در حالی که بوروکراسی را به عنوان کارآمدترین شکل سازمان و حتی برای دولت مدرن ضروری می‌دانیم ولی وبر همچنین آن را تهدیدی برای آزادی‌های فردی و بوروکراسی‌سازی مداوم می‌دانست که منجر به «شب قطبی تاریکی یخی» می‌شود که در آن عقلانیت فزاینده زندگی انسان، افراد را در «قفس آهنین» ذکر شده کنترل بوروکراسی، مبتنی بر قانون و عقلانی به دام می‌اندازد. برای مقابله با بوروکرات‌ها، نظام به کارآفرینان و سیاستمداران نیاز دارد.

#### قشربندی اجتماعی
وبر همچنین یک نظریه سه مولفه قشربندی را با طبقه اجتماعی، پایگاه اجتماعی و حزب سیاسی به عنوان عناصر مفهومی متمایز فرموله کرد. نظریه سه مولفه قشربندی در تضاد با کارل مارکس نظریه ساده‌تر طبقه اجتماعی است که تمام قشربندی‌های اجتماعی را به آنچه مردم دارند گره می‌زند. در نظریه وبر مسایل شرافت و حیثیت مهم است. این تمایز به وضوح در مقاله وبر «طبقات، استند، احزاب» توضیح داده شده است. که اولین بار در کتاب اقتصاد و جامعه او منتشر شد. سه مولفه نظریه وبر عبارتند از:
- طبقه اجتماعی: بر اساس رابطه اقتصادی تعیین شده با بازار (مالک، اجاره، کارمند و غیره)
- پایگاه اجتماعی (آلمانی: Stand): بر اساس ویژگی‌های غیراقتصادی مانند شرافت، اعتبار و مذهب
- حزب: وابستگی‌ها در حوزه سیاسی

هر سه بعد پیامدهایی برای آنچه وبر «شانس زندگی» (فرصت‌هایی برای بهبود زندگی فرد) نامید دارد. پژوهشگران وبر تمایز شدیدی بین اصطلاحات پایگاه و طبقه قایل هستند، حتی اگر در استفاده معمولی، مردم تمایل دارند از آنها به جای یکدیگر استفاده کنند.

### مطالعه شهر
وبر به عنوان بخشی از تلاش فراگیر خود برای درک توسعه منحصربه‌فرد جهان غرب، مطالعه کلی مفصلی از شهر به‌عنوان مکان مشخص روابط اجتماعی و اقتصادی، ترتیبات سیاسی و ایده‌هایی ارائه کرد که در نهایت غرب را تعریف کردند. این منجر به یک تک‌نگاری به نام «شهر» شد که احتمالاً از پژوهش‌های انجام شده در سال‌های ۱۹۱۳–۱۹۱۱ گردآوری شده است. پس از مرگ در سال ۱۹۲۱ منتشر شد و در سال ۱۹۲۴ به عنوان فصل شانزدهم شهر (سلطه غیرقانونی) در بخش دوم «اقتصاد و جامعه» او گنجانده شد.
به باور وبر، شهر به عنوان یک سازمان مستقل سیاسی متشکل از افرادی که در مجاورت خود زندگی می‌کنند، در مشاغل تخصصی گوناگون به کار گرفته می‌شوند و از نظر فیزیکی از روستاهای اطراف جدا شده‌اند، تنها در غرب به‌طور کامل توسعه یافته و تا حد زیادی تکامل فرهنگی آن را شکل داده است:
منشأ اخلاق عقلانی و درونی در غرب با ظهور متفکران و پیامبران مرتبط است… که در بستر اجتماعی بیگانه با فرهنگ‌های آسیایی رشد کردند. این زمینه شامل مشکلات سیاسی ناشی از بورژوازی گروه وضعیت شهر بود که بدون آن نه یهودیت، نه مسیحیت و نه توسعه تفکر هلنیستی قابل تصور نیست.
وبر استدلال می‌کرد که یهودیت، مسیحیت اولیه، الهیات و بعدها حزب سیاسی و علم مدرن، تنها در بافت شهری که تنها در غرب به توسعه کامل رسیده است، امکان‌پذیر است. او همچنین دید. در تاریخ قرون وسطی شهرهای اروپایی ظهور شکل منحصر به فردی از «سلطه غیر مشروع» که با موفقیت اشکال موجود سلطه مشروع (سنتی، کاریزماتیک، و عقلانی-قانونی) را که تا پیش از آن حاکم بود، سپس در جهان قرون وسطی به چالش کشید. این سلطه جدید مبتنی بر قدرت اقتصادی و نظامی بزرگی بود که توسط جامعه سازمان یافته شهرنشینان (شهروندان) در اختیار داشت.

### اقتصاد
وبر در درجه اول خود را یک اقتصاددان سیاسی می‌دانست. و تمام انتصابات استادی او در اقتصاد بود. اگرچه امروزه مشارکت‌های او در این زمینه عمدتاً تحت‌الشعاع نقش او به عنوان یکی از بنیان‌گذاران جامعه‌شناسی مدرن قرار گرفته است. وبر به عنوان یک اقتصاددان به جوانترین مکتب تاریخی اقتصاد آلمانی تعلق داشت. تفاوت‌های بزرگ بین علایق و روش‌های آن مکتب از یک سو و علایق مکتب نئوکلاسیک (که اقتصاد جریان اصلی مدرن عمدتاً از آن نشأت می‌گیرد) از سوی دیگر، توضیح می‌دهد که چرا تشخیص تأثیر وبر بر اقتصاد امروز دشوار است.

#### اقتصاد و جامعه
کار بزرگ وبر اقتصاد و جامعه مجموعه‌ای از مقاله‌های اوست که او تا زمان مرگش در سال ۱۹۲۰ روی آن کار می‌کرد. پس از مرگ، مدیریت و ویرایش نهایی کتاب به دست بیوه او، ماریان وبر انجام شد. فرم نهایی به زبان آلمانی که در سال ۱۹۲۱ منتشر شد، بازتاب کار و تعهد فکری گستردهٔ ماریان بود. این ترکیب شامل طیف گسترده‌ای از مقاله‌هاست که به دیدگاه‌های وبر در مورد جامعه‌شناسی، فلسفه اجتماعی، سیاست، قشربندی اجتماعی، دین جهانی، دیپلماسی و موضوع‌های دیگر می‌پردازد.
در آغاز در سال ۱۹۵۶، یوهانس وینکلمان، حقوقدان آلمانی، ویرایش و سازماندهی نسخه آلمانی «اقتصاد و جامعه» را بر اساس مطالعه خود روی مقاله‌هایی آغاز کرد که وبر پس از مرگش بجا گذاشته بود. نسخه انگلیسی این کتاب در یک جلد توسط گونتر راث و کلاوس ویتیچ گردآوری و در سال ۱۹۶۸ منتشر شد. در نتیجه ویرایشگران مختلف، میان مجلدات چاپ‌های به زبان‌های آلمانی و انگلیسی، تفاوت‌هایی وجود دارد. این کتاب معمولاً در دو جلد به دو زبان آلمانی و انگلیسی منتشر می‌شود و بیش از ۱۰۰۰ صفحه دارد و به زبان فارسی نیز ترجمه شده است.

#### فردگرایی روش‌شناختی
اگرچه علایق پژوهشی او همیشه با علایق تاریخ‌نگاران آلمانی همسو بود ولی با تأکید فراوان بر تفسیر تاریخ اقتصادی، دفاع وبر از «فردگرایی روش‌شناختی» در علوم اجتماعی بیانگر گسست مهمی از آن مکتب بود و پذیرش بسیاری از استدلال‌هایی که کارل منگر، بنیان‌گذار مکتب اتریش اقتصاد، علیه تاریخ‌گرایان در چارچوب آکادمیک اختلاف روش (مناظره در مورد روش‌ها) در اواخر سده نوزدهم ارائه کرده بود. عبارت «فردگرایی روش‌شناختی» که در بحث‌های مدرن دربارهٔ ارتباط بین اقتصاد خرد و اقتصاد کلان رایج شده است، توسط اقتصاددان اتریشی-آمریکایی جوزف شومپیتر در سال ۱۹۰۸ به عنوان راهی برای ارجاع به نظرات وبر ابداع شد. بر اساس تزهای وبر، پژوهش اجتماعی نمی‌تواند به‌طور کامل استقرایی یا توصیفی باشد زیرا «درک» برخی پدیده‌ها به این معناست که پژوهشگر باید از توصیف صرف فراتر رفته و آن را «تبیین» کند. تفسیر مستلزم طبقه‌بندی بر اساس چکیده «سنخ آرمانی است. این، همراه با استدلال ضد اثبات‌گرایی او (نگاه کنید به تفهم)، می‌تواند به عنوان یک توجیه روش‌شناختی برای مدل «انسان اقتصادی منطقی» (انسان اقتصادی در نظر گرفته شود.)، که در مرکز اقتصاد جریان اصلی مدرن است.

#### نهایی‌گرایی و روان‌شناسی
وبر برخلاف دیگر تاریخ‌نگاران، نظریه ارزش نهایی (مشهور به «نهایی‌گرایی») را پذیرفت و آن را به شاگردانش آموخت. در سال ۱۹۰۸، وبر مقاله‌ای منتشر کرد که در آن تمایز روش‌شناختی دقیقی بین روان‌شناسی و اقتصاد ترسیم کرد و به این ادعاها حمله کرد که نظریه ارزش نهایی در اقتصاد بیانگر شکل پاسخ روان‌شناختی به محرک‌ها است که توسط قانون وبر-فچنر توصیف شده است. مقاله ماکس وبر به عنوان رد قطعی وابستگی نظریه اقتصادی ارزش به قوانین روان‌فیزیک توسط لیونل رابینز، جرج استیگلر ذکر شده است. و فریدریش هایک، اگرچه موضوع گسترده‌تر رابطه بین اقتصاد و روان‌شناسی با توسعه «اقتصاد رفتاری به بحث دانشگاهی بازگشته است».

## گرایش‌ها

### کانت‌گرایی
تفکر وبر به شدت تحت تأثیر ایده‌آلیسم آلمانی بود، به‌ویژه از نوکانتی، که او از طریق هاینریش ریکرت، همکار استادش در دانشگاه فرایبورگ در معرض آن قرار گرفت. به ویژه برای کار وبر این باور نوکانتی مهم است که واقعیت اساساً آشفته و غیرقابل درک است، با تمام نظم عقلانی ناشی از روشی که ذهن انسان بر جنبه‌های خاصی از واقعیت متمرکز می‌کند و ادراکات حاصل را سازمان می‌دهد. نظرات وبر در رابطه با روش‌شناسی علوم اجتماعی مشابهی با کار فیلسوف نوکانتی و جامعه‌شناس پیشگام جورج زیمل دارد.
وبر همچنین تحت تأثیر اخلاق کانتی بود که با این وجود در عصر مدرنی که فاقد قطعیت‌های دینی بود، آن را منسوخ می‌دانست. در این زمینه، تأثیر فلسفه فریدریش نیچه مشهود است. بر اساس «دانشنامه فلسفه استنفورد»، تنش عمیق بین الزامات اخلاقی کانتی و تشخیص نیچه ای از جهان فرهنگی مدرن ظاهراً چیزی است که به جهان بینی اخلاقی وبر سایه تاریک تراژیک و آگنوستیکی می‌بخشد.

### مارکسیسم
یکی دیگر از تأثیرات عمده در زندگی وبر، نوشته‌های کارل مارکس و عملکرد تفکر سوسیالیستی در دانشگاه و سیاست فعال بود. در حالی که وبر در برخی از نقدهای مارکس با نظام‌های بوروکراتیک سهیم است و آنها را به عنوان توانایی پیشبرد منطق خود به ضرر آزادی و خودمختاری انسان بد خطاب می‌کند ولی وبر تضاد را دائمی و اجتناب ناپذیر می‌داند و میزبان روح یک مدینه فاضله مادی نیست.: 288  کارل لویت در سال ۱۹۳۲، کار مارکس و ماکس وبر را در تقابل قرار داد و استدلال کرد که هر دو به علل و آثار سرمایه‌داری غرب علاقمند بودند ولی مارکس سرمایه‌داری را از دریچه ازخودبیگانگی می‌نگریست در حالی که وبر از مفهوم عقلانیت استفاده می‌کرد.: 34 
اگرچه تأثیر دینداری کالونیستی مادرش در طول زندگی و کار وبر مشهود است زیرا او علاقه عمیق و مادام العمری به مطالعه ادیان داشت ولی وبر در مورد این واقعیت که شخصاً بی‌دین بود، آشکارا سخن گفت.

### اقتصاد و تاریخ‌گرایی
به عنوان یک اقتصاددان سیاسی و تاریخدان اقتصادی، وبر به جوانترین مکتب تاریخی اقتصاد آلمانی متعلق است که توسط دانشگاهیانی همانند گوستاو فون شمولر و شاگردش ورنر زمبارت نمایندگی می‌شود. با این حال، اگرچه علایق پژوهشی وبر بسیار با این مکتب همسو بود ولی دیدگاه‌های روش‌شناسی و نظریه ارزش او به‌طور چشمگیری با دیدگاه‌های دیگر تاریخ‌شناسان آلمانی متفاوت بود و در واقع به اندیشهٔ کارل منگر و مکتب اتریش نزدیک‌تر است که رقبای سنتی مکتب تاریخی بودند.

### رازگرایی
پژوهش‌های جدید نشان می‌دهد برخی از نظریه‌های وبر، از جمله علاقه او به جامعه‌شناسی ادیان شرق آسیا و عناصر نظریه افسون‌زدایی، در واقع از تعامل وبر با شخصیت‌های رازگونه آلمانی معاصر شکل گرفتند. می‌دانیم او اندکی پیش از بیان ایده خود در مورد افسون‌زدایی، از سازمان معبد شرق در مونت وریتا بازدید کرده است.: 269–70  مشهور است که او با شاعر و رازشناس آلمانی اشتفان گئورگه ملاقات کرد و برخی از عناصر نظریه کاریزما را پس از مشاهدهٔ گئورگه توسعه داد. با این حال، وبر با بسیاری از نظرات گئورگه مخالف بود و هرگز به‌طور رسمی به حلقه رازگرای جورج نپیوست.: 290–93  وبر همچنین احتمالاً اولین مواجهه خود با تائوئیسم البته به شکل غربی را از طریق گوستاو گرسر در مونت وریتا داشته است.: 275–76  پژوهش‌های در مورد درگیری وبر با راز، برخی از پژوهشگران آلمانی و آمریکایی را هدایت کرده است تا نظریه‌های افسون‌زدگی خود را دوباره تفسیر کنند.

## پاسخ انتقادی به وبر

### کنش و انواع آن
وبر در جامعه‌شناسی خود، کنش اجتماعی را به چهار دسته کنش تقسیم‌بندی کرده بود:
- کنش غایت‌مندانهٔ معقول و هدفدار
- کنش معطوف به ارزش
- کنش عاطفی و احساسی
- کنش سنتی

او در توضیح کنش غایت‌مندانه معقول و هدفدار بیان داشته بود که در این نوع کنش، فرد در کنش‌ها و رفتارهایش، اهداف و وسایل رسیدن به آن اهداف را به شکل معقولانه انتخاب می‌کند. وی همچنین دربارهٔ کنش معطوف به ارزش می‌گوید که این نوع کنش برای تحقق یک هدف ذاتی انجام می‌شود، هدفی که به خودی خود ارزشمند نیست (برای مثال رفتن به بهشت)، اما می‌تواند با وسایل معقول پیگیری شود (کمک به نیازمندان). وبر در تشریح نوع سوم کنش که همانا کنش عاطفی و احساسی باشد، بیان می‌کند که این کنش‌ها در حالت عاطفی و احساسی رخ می‌دهند و چندان در آنان سبک و سنگین کردن معقولانهٔ اهداف و ابزارهای دستیابی به هدف به چشم نمی‌خورد (مانند رفتارهای افرادی که در خدمت فرقه‌های بنیادگرا و رادیکال می‌باشند). وبر در نهایت آخرین نوع کنش اجتماعی را کنش سنتی می‌داند. او دربارهٔ این نوع کنش می‌گوید که کنش سنتی به راهنمایی عادات مرسوم فکری و با اتکا بر «گشته ازلی و پایان ناپذیر» انجام می‌گیرد (مانند اعمالی که در مجامع یهودیان ارتدکس انجام می‌شود).

### عقلانی شدن
از دید وبر، پیدایش جامعهٔ مدرن با تحولات مهمی در الگوهای کنش اجتماعی همراه بود. او معتقد بود که در چنین جامعه‌ای مردم از عقاید سنتی مبتنی بر خرافه، دین، آداب و رسوم و عادت‌های دیرپا فاصله می‌گیرند. وبر از سوی دیگر بیان داشت که در اینگونه جوامع به‌طور فزاینده‌ای در محاسبه‌های عقلانی و ابزاری گرفتار می‌شوند و معمولاً بازدهی و فرایندهای آتی را در نظر می‌گیرند. وبر معتقد بود که در جامعه صنعتی جایی برای عواطف و احساسات باقی نمی‌ماند. او همچنین بیان داشت آن دسته از رفتارها و کارهایی که صرفاً با این دلیل و هدف انجام می‌گیرند که طی نسل‌های گذشته به همان طریق انجام می‌شده است در تعاملات عصر جدید جایی ندارند.
وبر توسعه و گسترش علم، فناوری مدرن و بوروکراسی را روی هم رفته با مفهوم عقلانی شدنِ سازماندهی زندگی اجتماعی و اقتصادی بر اساس اصول بازدهی و کارایی و بر مبنای دانش فنی توصیف می‌کرد. او از اصطلاح افسون‌زدایی استفاده کرد تا توصیف کند که چگونه تفکر علمی جهان مدرن، نیروهای عاطفی گذشته را نادیده می‌انگارد؛ لذا وبر نسبت به نتیجه عقلانی شدن جهان مدرن چندان خوشبین نبود. هراس وی از این بود که جامع مدرن با تلاش برای تنظیم و شکل‌دادن همهٔ حوزه‌های زندگی اجتماعی، روح انسان را زیر پا له کند.

### تفاوت علوم اجتماعی و علوم طبیعی
به نظر وبر، تفاوت‌های میان علوم اجتماعی و علوم طبیعی، از تفاوت‌های نیت‌های شناختی پژوهشگر برمی‌خیزند و نه از کاربرد ناپذیری روش‌های تعمیمی و علمی درمورد کنش اجتماعی. آنچه که علوم طبیعی را از علوم اجتماعی جدا می‌سازد، تفاوت ذاتی در مورد روش‌های تحقیق‌شان نیست، بلکه علایق و هدف‌های متفاوت دانشمند پژوهشگر علت این جدایی اند. وبر معتقد بود دانشمند طبیعی جنبه‌هایی از رویدادهای طبیعی علاقمند است که بتوان آن‌ها را برحسب قوانین تجریدی و تفکیک شده فرمول بندی کرد. با آنکه دانشمند اجتماعی نیز آرزومند یافتن یک چنین تعمیم‌های انتزاعی قانونمند در رفتار انسانی است، اما به کیفیت‌های ویژه کنشگران انسانی و معنایی که آنها به کنش‌هایشان می‌دهند نیز توجه دارد.
از سمت دیگر وبر معتقد بود که چون دانشمندان علوم اجتماعی، آن جهان اجتماعی را که خود در درون آن زندگی می‌کنند مورد بررسی قرار می‌دهند، باید پذیرفت که تا حدودی برداشت‌های ذهنی آنان بر پژوهش‌هایشان اثر می‌گذارد. او معتقد بود که جامعه‌شناسان در مطالعات خود باید از ارزش‌گذاری خودداری کنند و هرگز اجازه ندهند که نظرهای شخصی، پژوهش‌هایشان را تحت تأثیر قرار بدهد یا بر نتایج پژوهش اثر بگذارد.

### اقتدار و انواع آن
بر اساس سنخ آرمانی وبر، اقتدار در سه مقوله طبقه‌بندی می‌گردد:
- اقتدار کاریزماتیک (شخصیت، قهرمانی، رهبری، مذهبی)،

- اقتدار سنتی (پدرسالاران، سلطه موروثی، فئودالیسم) و

- اقتدار عقلانی - قانونی (قانون و دولت مدرن، بوروکراسی).

### دیوان‌سالاری
کنش و انواع آن:
وبر کنشها را به چهار نوع متمایز تقسیم می‌کند.
۱. کنش عقلانی معطوف به هدف:وبر در بخشی از نظریه خود، به کنش عقلانی معطوف به هدف اشاره می‌کند، این کنش بر این اساس تعریف می‌شود که فاعل کنش هدفی روشن را در نظر دارد و همه وسایل را برای رسیدن به آن با هم به کار می‌گیرد. در نظر وبر آنچه مهم و واجد ارزش است فهم کنش خواهد بود. در این معنا کنش عقلانی معطوف به هدف بر اساس تعریف فاعل کنش از هدف روشنی که در ذهن دارد روشن می‌شود (آرون، ۱۳۹۰: ۵۶۶). لذا کنش عقلانی این است که پس از تعمق لازم تصمیمی اخاذ شود که برای رسیدن به هدف مورد نظر متضمن بیشترین اقبال باشد (نقیب‌زاده، ۱۳۹۰: ۱۵)
۲. کنش عقلانی معطوف به ارزش
۳. کنش انفعالی یا عاطفی
۴. کنش سنتی

## آثار
برای بررسی فهرست گسترده‌ای از آثار ماکس وبر، به کتاب‌شناسی ماکس وبر مراجعه کنید.
وبر به زبان آلمانی می‌نوشت. عنوان اصلی چاپ شده پس از مرگ او (۱۹۲۰) به احتمال زیاد گلچین آثار ناتمام او (از فرم مقالات گردآوری شده ...) است. بسیاری از ترجمه‌ها از بخش‌ها یا بخش‌هایی از اصل آثار مختلف او در زبان آلمانی ساخته شده‌اند و نام ترجمه‌ها اغلب نشان نمی‌دهد که چه بخشی از نسخه اصلی آنها را شامل می‌شود. نوشته‌های وبر به‌طور کلی بر اساس انتقادی استناد می‌شود ماکس وبر-گسامتاوسگابه (مجموعه آثار)، منتشر شده توسط مور زیبک در توبینگن.